# Strada statale 752 Tangenziale Ovest di Benevento
La strada statale 752 Tangenziale Ovest di Benevento (SS 752), già nuova strada ANAS 545 Tangenziale Ovest di Benevento (NSA 545) e precedentemente strada provinciale 42 Tangenziale Ovest di Benevento (SP 42), è una strada statale italiana che si sviluppa interamente nel territorio del comune di Benevento con le caratteristiche di strada a scorrimento veloce. Dopo la costruzione del raccordo autostradale con l'autostrada Napoli - Bari e il rifacimento della statale Appia come superstrada a valere da tangenziale Sud, è stata l'ultima infrastruttura costruita a connettere queste, con il raccordo in parte riclassificato prima nella SS88 e poi nella SS372, a completare l'anello tangenziale per la città di Benevento. È dotata di una corsia per senso di marcia con aree di sosta intermedie, senza svincoli a raso e senza stazioni di servizio, con una lunghezza totale di circa 4,5 km come superstrada, a cui va aggiunta la lunghezza degli svincoli.

## Storia
Arteria dalla storia travagliata iniziata addirittura negli anni settanta, vede il suo completamento nel 2001. Acquisita dalla provincia e classificata nella propria rete stradale come strada provinciale 42 Tangenziale Ovest di Benevento, diventa oggetto del cosiddetto piano Rientro strade, per cui la competenza passa all'ANAS il 26 novembre 2018 la quale la ha provvisoriamente classificata come nuova strada ANAS 545 Tangenziale Ovest di Benevento (NSA 545). La strada ha ottenuto la classificazione attuale nel corso del 2019 con i seguenti capisaldi di itinerario: "Innesto con la S.S. n. 7 - Innesto con la S.S. n. 372". Nel 2021 l'ANAS ne ha curato il rifacimento dell'asfalto, insieme al RA9. Negli anni la strada è stata caratterizzata da una discreta incidentalità.

## Percorso
La tangenziale inizia continuando il tratto della SS 7 dalle caratteristiche di superstrada che funge da tangenziale sud della città all'altezza di una zona tra il rione Libertà e la contrada San Vito; continua con un percorso rettilineo attraversando la zona della contrada Santa Clementina, dalla cui uscita sono raggiungibili la zona omonima e il ponte Leproso, e superando subito dopo il fiume Calore in viadotto. Dopo aver descritto per la zona urbanizzata un limite a sud-ovest, curva per portarsi, di nuovo con un percorso rettilineo, a limitare il nucleo cittadino a nord-ovest. Dopo circa 4,5 km di percorso fornisce un'uscita che poco dopo si biforca a sua volta raggiungendo da un lato la rotonda dei Pentri, limite esterno del rione Ferrovia, rotonda che smista la viabilità locale verso Nord e Nord-Ovest, tramite la SS 212 e la SP 153. Dopo questa uscita la strada prosegue per circa mezzo chilometro andando a confluire nella SS 372, all'altezza del km 66, di accesso all'A1 da un lato e verso l'l'A16 (Napoli - Bari) dall'altro. 

### Tabella percorso
| Tangenziale Ovest |      | |     |       |           |
| N°                | Tipo | Indicazione | km  | Note  | Provincia |
|                   |      | Via Appia (Fungente da tangenziale Sud di Benevento) di Benevento Stadio Ciro Vigorito                           | 0,0 | [ 9 ] | BN        |
|                   |      | Rione Libertà Valle Caudina                                                                                      | 0,1 |       | BN        |
|                   |      | Santa Clementina Ponte Leproso                                                                                   | 1,5 |       | BN        |
|                   |      | Pantano Calore                                                                                                   | 1,5 | 747m  | BN        |
|                   |      | Telesina Sannitica - Torrecuso - Ponte - Valle Telesina Rotonda dei Pentri della Val Fortore Vitulanese Stazione | 4,5 |       | BN        |